# Saprosites tenuistriatus
Saprosites tenuistriatus är en skalbaggsart som beskrevs av Bordat 1990. Saprosites tenuistriatus ingår i släktet Saprosites och familjen Aphodiidae. Inga underarter finns listade i Catalogue of Life.